# Euchiloglanis dorsoarcus
Euchiloglanis dorsoarcus är en fiskart som beskrevs av Nguyen 2005. Euchiloglanis dorsoarcus ingår i släktet Euchiloglanis och familjen Sisoridae. Inga underarter finns listade i Catalogue of Life.